# Jonas Alströmer
Jonas Alströmer (Alingsås, 7 de janeiro de 1685 — 2 de junho de 1761) foi um pioneiro da agricultura e da indústria na Suécia. Introduziu a cultura da batata em grande escala no país.

## Biografia
Nascido Jonas Toresson (mais tarde mudado para Alström) na cidade de Alingsås em Västergötland, em 1707 se tornou um funcionário da agência sueca de comércio Alberg em Londres. Os negócios da Alberg faliram após cerca de três anos, mas Alström se tornou, por conta própria, um intermediário entre os armadores e fretadores que usavam os navios para transporte de carga.
Posteriormente, desejou criar indústrias em seu país, e em 1724 fundou uma indústria têxtil de lã na sua cidade natal, que se tornou rentável após algumas dificuldades iniciais. Fundou então uma refinaria de açúcar em Gotemburgo, incentivou a implantação do cultivo da batata, do desenvolvimento do curtimento, da fabricação de talheres, e da construção naval. Seu maior sucesso veio com a introdução de ovelhas.
Foi uma das seis pessoas que fundou a Academia Real das Ciências da Suécia em 1739.
A corte sueca honrou-o com o título de cavaleiro da Ordem da Estrela Polar em 1748, e logo depois com cartas de nobreza, mudando seu nome para Alströmer.
Foi homenageado com um título na Bolsa de Valores de Estocolmo, e em 1961 um selo postal marcou o 200º aniversário de sua morte.
Jonas Alströmer teve quatro filhos em dois casamentos, Patrik Alströmer, August Alströmer (pai de Anna Margaretha Alströmer), Clas Alströmer e Johan Alströmer. Seu filho Clas Alströmer foi um notável naturalista.